# Mocksville
Mocksville település az Amerikai Egyesült Államok Észak-Karolina államában, Davie megyében, melynek megyeszékhelye is. Lakosainak száma 5900 fő (2020. április 1.).

## Népesség
A település népességének változása:

| 2010 | 5 051 |
| 2020 | 5 900 |